# Изюмов, Юрий Александрович
Ю́рий Алекса́ндрович Изю́мов (28 мая 1933 года, Свердловск — 20 июля 2010 года, Екатеринбург) — российский физик, доктор физико-математических наук, профессор, действительный член РАН (2006), заведующий отделом математической и теоретической физики Института физики металлов Уральского отделения РАН.

## Биография
Родился в Свердловске в 1933 году.
В школе активно участвовал в работе географического общества «Глобус» Свердловского дворца пионеров. В 1951 году окончил школу № 1 с золотой медалью, в том же году поступил на физико-математический факультет (позже переименованный в физический факультет) Уральского госуниверситета им. А. М. Горького. С первых курсов увлекался современными проблемами квантовой механики, посещал лекции для старшекурсников. По окончании вуза поступил в аспирантуру к С. В. Вонсовскому, в лаборатории (магнитной нейтронографии) под руководством которого впоследствии и остался работать.
Его руководитель писал, что «уже в аспирантуре у Ю. А. Изюмова сложились те особенности, которые характерны для всего последующего его научного творчества. Среди них главное — стремление строго математически решить задачи, используя для этого современные математические методы квантовой теории, прежде всего метод температурных функций Грина».
После окончания аспирантуры с 1959 года начал работать в ИФМ, где в 1960 году защитил кандидатскую диссертацию «Некоторые вопросы спин-волновой теории ферромагнетизма», связанную с изучением элементарных возбуждений ферромагнетиков и особенно ферромагнитных металлов.
В 1965 году прошёл полугодовую стажировку у Рудольфа Пайерлса в Оксфордском университете.
В 1967 году защитил докторскую диссертацию.
Создал в Институте физики металлов лабораторию теории твёрдого тела, которую и возглавлял много лет. Был председателем научного совета Института по теме «Электронные свойства конденсированных сред».
Был председателем Объединённого учёного совета по физико-техническим наукам при Президиуме УрО РАН, членом президиума УрО РАН, ряда научных советов, редколлегий отечественных и международных физических журналов. Он долгое время преподавал в Уральском госуниверситете, подготовил 7 докторов наук.
Похоронен в Екатеринбурге на Широкореченском кладбище.

## Научная деятельность
Основные направления научной деятельности — дифракция нейтронов на магнитоупорядоченных кристаллах, фазовые переходы, квантовая теория магнетизма, сверхпроводимость.
- разработал теорию рассеяния медленных нейтронов в магнитоупорядоченных кристаллах, получил точное решение задачи о дифракции нейтронов на солитонной решетке
- внедрил теорию симметрии кристаллов с использованием теории групп (неприводимые представления пространственных фёдоровских групп вместо использовавшихся шубниковских групп чёрно-белой симметрии, или их обобщения — цветных групп, обладавших меньшей универсальностью) в магнитную нейтронографию,
- предсказал ряд эффектов в рассеянии поляризованных нейтронов; предложил теорию обменных мультиплетов для описания магнитных структур и фазовых переходов между ними.
- В 1960-х годах в сотрудничестве с М. В. Медведевым создал теорию магнитоупорядоченных кристаллов с примесями, на основе которой предсказал квазилокальное состояние в магнонном спектре кристалла со слабо связанной примесью и получил точное решение задачи о двух примесных атомах с антиферромагнитной связью, расположенных в ферромагнитной матрице.

Создал теорию магнитоупорядоченных кристаллов с примесями. Точное решение задачи о двух антиферромагнитно связанных примесных атомах, погруженных в ферромагнитную матрицу, позволило объяснить аномальные свойства сплавов переходных металлов со смешанным обменным взаимодействием. Детально развил теорию сверхпроводящего состояния и магнитного порядка в контактах и сверхрешетках, построенных из металлических ферромагнитных и сверхпроводящих слоев. В области теории сильно коррелированных систем им разработан метод производящего функционала и применен к всестороннему исследованию квазичастичного спектра и коллективных мод для базовых моделей квантовой теории магнетизма. Выдвинул идею обменных мультиплетов и разработал приложение этой идеи к фазовым переходам в магнитных системах.
Изюмов внес большой вклад и в развитие математического аппарата в теории магнитных систем. В конце 1960-х годов совместно с Ф. А. Кассан-Оглы и Ю. Н. Скрябиным развил удобный для применения вариант диаграммной техники для спиновых операторов, а позднее при участии Ю. Н. Скрябина и Б. Н. Летфулова для операторов, вводимых при исследовании сильно коррелированных электронных систем (так называемые X-операторы Хаббарда). Разработал метод производящего функционала для спиновых и сильно коррелированных систем, идея которого состоит в том, чтобы рассматривать изучаемую систему в присутствии внешних полей, флуктуирующих в пространстве и во времени. В результате сформулировал «обобщенное приближение хаотических фаз», позволившее решить задачу о флуктуациях продольного компонента спина в изотропном ферромагнетике, построить магнитную фазовую диаграмму для сильно коррелированных моделей металла.

## Публикации
Автор 202 научных работ, из них 15 монографий по различным направлениям физики твердого тела, в том числе:
- 1966: «Магнитная нейтронография» (совместно с Р. П. Озеровым)
- 1974: «Полевые методы в теории ферромагнетизма» (совместно с Ф. А. Кассан-Оглы и Ю. Н. Скрябиным)
- Нейтроны и твердое тело : В 3-х т. / Под общ. ред. Р. П. Озерова. — М. : Атомиздат. — 22 см. Т. 2. Нейтронография магнетиков / Ю. А. Изюмов, В. Е. Найш, Р. П. Озеров. — М. : Атомиздат, 1981. — 311 с.;
- 1987: «Статистическая механика магнитоупорядоченных систем» (совместно с Ю. Н. Скрябиным)
- 1994: «Магнетизм коллективизированных электронов» (совместно с М. И. Кацнельсоном и Ю. Н. Скрябиным)
- 2008: «Электронная структура соединений с сильными корреляциями» (совместно с В. И. Анисимовым).
- 2009: «Высокотемпературные сверхпроводники на основе FeAs-соединений» (совместно с Э. З. Курмаевым)
- 2010: «Элементарные частицы и фундаментальные взаимодействия» (совместно с Т. Г. Рудницкой)

6 из которых переведены на английский язык, в том числе:
- «Нейтронография магнетиков»
- «Фазовые переходы и симметрия кристаллов» (совместно с В. Н. Сыромятниковым)
- 1977: «Сверхпроводимость металлов, их сплавов и соединений» (С. В. Вонсовский, Ю. А. Изюмов и Э. З. Курмаев)
- «Статистическая механика магнитоупорядоченных систем» (совместно с Ю. Н. Скрябиным)

Средний уровень цитируемости — 9,5 цитирований на статью, индекс Хирша — 31.

## Награды
Заслуги Ю. А. Изюмова отмечены многими правительственными наградами, в том числе медалью «За доблестный труд» (1970), советским орденом Трудового Красного Знамени (1983), медалью «Ветеран труда» (1986), российским орденом Почёта (2004).
Он является лауреатом Государственной премии СССР (1986) за работы по созданию новых методов исследования твердого тела с помощью нейтронных пучков на стационарных атомных реакторах.
В 2007 году «за высокие научные достижения, большой вклад в развитие теоретической физики на Урале и подготовку высококвалифицированных кадров» Ю. А. Изюмов был награждён Золотой медалью имени С. В. Вонсовского.